# Attoparsec
Das Attoparsec (Abk. apc) ist eine ironisch verwendete, astronomische Längeneinheit, die sich aus dem Einheiten-Präfix Atto- (10−18) und der astronomischen Einheit Parsec (ca. 3,26 Lichtjahre, bzw. ca. 3,086 · 1016 Meter) zusammensetzt. Es beschreibt damit eine Länge von 3,086 Zentimetern.
Die Einheit wird im Jargon File beschrieben, ebenso wie die davon abgeleitete Geschwindigkeit Attoparsec per Microfortnight, was etwa 1 Zoll/s bzw. 0,026 m/s entspricht.
Darüber hinaus ist eine Programmbibliothek zum Parsen von Datenformaten nach der Längeneinheit attoparsec benannt.